# Asplenium stellatum
Asplenium stellatum är en svartbräkenväxtart som beskrevs av Luigi Aloysius Colla. Asplenium stellatum ingår i släktet Asplenium och familjen Aspleniaceae. Inga underarter finns listade.